# Albert Barillé
Albert Barillé (Varsó, 1920. február 14. – Neuilly-sur-Seine, 2009. február 5.) francia filmrendező, forgatókönyvíró, karikatúrakészítő és a Procidis francia filmstúdió alapítója. A Colargol nevű bábfigura, valamint az Egyszer volt… című animációs sorozat megalkotója. 
Keltsük fel gyermekeink kíváncsiságát. Hogy az emberek úgy kezeljék őket, mint akik többet tudnak a felnőttek világáról, mint hinnénk. Ők pedig magabiztosabbak lesznek tőle és ezért hálásak lesznek neked.

## Filmográfia
- Egyszer volt… az ember (1978)
- Egyszer volt… a világűr (1981)
- Egyszer volt… az élet (1986)
- Egyszer volt… Amerika (1991)
- Egyszer volt… az ötlet (1994)
- Egyszer volt… a felfedezők (1997)
- Egyszer volt… a Föld (2008)